# Площадь Куйбышева (Самара)
Пло́щадь Ку́йбышева — площадь в Самаре, образованная улицами Чапаевской, Вилоновской, Галактионовской и Красноармейской. Является второй по величине площадью в Европе (17,4 га).

## Сведения о площади
- По углам площади Куйбышева располагаются четыре сквера, поэтому 8 гектаров её территории покрыто асфальтом, 7 — цветниками и зелёными насаждениями.
- Самарский академический театр оперы и балета расположен на площади и занимает 2,4 гектара её территории[2].
- На площади стоит памятник Валериану Владимировичу Куйбышеву архитектора Матвея Манизера[3].
- В одном из скверов площади, со стороны ул. Красноармейской установлен монументальный памятник Дмитрию Шостаковичу известного скульптора Зураба Церетели[4].

## История

### До революции
Первые упоминания о площади видны на генеральном плане города от 1853 года. Тогда она называлась Николаевской, в честь императора Николая I. Площадь предусматривалась огромной, с размерами 525 на 325 м. Величина её связывалась с престижностью города, а сама площадь предназначалась для постановки на ней соборного храма. 17 апреля 1866 года в день рождения императора Александра II состоялось освящение места сооружения Кафедрального собора. Проект был разработан архитектором Э. И. Жибером. В мае 1869 года храм вместимостью 2500 человек был торжественно заложен. Только в 1892 году была завершена отделка нижнего храма в честь святителя Алексия (автор интерьера Александр Щербачёв).
Полностью Кафедральный соборный храм Христа Спасителя был завершён 30 августа 1894 года. Тогда же площадь переименовали в Соборную. Вокруг храма разбито четыре сквера, названные Городской думой Николаевскими в честь наследника престола. Храм выполнен в формах неовизантийского стиля архитектуры, начало которому дал архитектор Константин Тон, создавший проект храма Христа Спасителя в Москве.

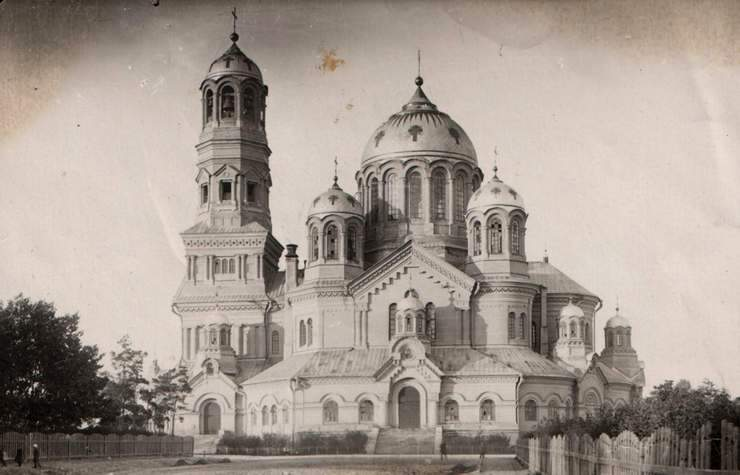
Уничтоженный в 1930 году храм Христа Спасителя, на месте которого стоит нынешнее здание театра оперы и балета

### Советское время
После революции Соборная площадь была переименована в Коммунальную.
В 1930 году были начаты взрывные работы в Кафедральном соборе, его разрушение продолжалось до лета 1932 года. 3 ноября 1931 года Средневолжским краевым исполкомом было принято постановление о строительстве Дома культуры на месте собора. Строительство было завершено в ноябре 1938 года. Новый Дворец культуры получил название в честь В. В. Куйбышева (нынешний Театр оперы и балета им. Д. Д. Шостаковича) по проекту ленинградского архитектора Ноя Троцкого. Проект здания объёмом более 100000 м³ с библиотекой, музеем и залом на 1250 мест решён в формах советского ампира. Во время войны во дворце культуры давала спектакли труппа Большого театра СССР. 5 марта 1942 года в фойе дворца состоялось первое исполнение 7-й симфонии Шостаковича.
В 1932 году на западной стороне площади (в прямоугольнике между улицами Фрунзе, Чапаевской, Красноармейской и Шостаковича (бывшей Рабочей)) по проекту архитектора П. А. Щербачёва в соответствии с Приказом Реввоенсовета СССР № 200 от 20 февраля 1925 года был построен Дом Красной Армии — комплекс зданий, включающий офицерский клуб (нынешний «Окружной Дом Офицеров»).
7 ноября 1941 года, одновременно с парадом в Москве, состоялся наземный и воздушный парад в Куйбышеве на одноимённой площади. Перед участниками и гостями парада с трибуны, расположенной напротив здания Дома Красной Армии, выступили К. Е. Ворошилов, Всеволод Иванов, Валентин Катаев. На трибуне находились М. И. Калинин, Н. М. Шверник, Н. А. Вознесенский и А. А. Андреев и другие руководители государства и армии. На параде присутствовали сотрудники большого числа союзных министерств и иностранных посольств, эвакуированных осенью 1941 года в Куйбышев из Москвы.

### Российское время
В августе 2010 г. топонимическая комиссия Самары приняла рекомендацию о переименовании площади Куйбышева и возвращении ей исторического названия «Соборная площадь», однако мэр города Дмитрий Азаров не поддержал переименование, и площадь сохранила название «Куйбышева» На площади часто проходят массовые мероприятия, шоу, концерты, продолжается традиция военных парадов на 9 мая. В 2018 году во время чемпионата мира по футболу площадь превратилась в огромную фан-зону.